# NGC 6594
NGC 6594 est une galaxie spirale située dans la constellation du Dragon. Sa vitesse par rapport au fond diffus cosmologique est de 7 999 ± 50 km/s, ce qui correspond à une distance de Hubble de 118,0 ± 8,3 Mpc (∼385 millions d'al). NGC 6594 a été découverte par l'astronome américain Lewis Swift en 1885.
En raison d'une brillance de surface égale à 14,11 mag/am2, on peut qualifier NGC 6594 de galaxie à faible brillance de surface (LSB en anglais pour low surface brightness). Les galaxies LSB sont des galaxies diffuses (D) avec une brillance de surface inférieure de moins d'une magnitude à celle du ciel nocturne ambiant.